# Capitan Cold
(Leonard Snart nell'episodio Lisa Snart della serie televisiva The Flash)
Capitan Cold (Captain Cold), il cui vero nome è Leonard Snart, è un personaggio dei fumetti creato da John Broome e Carmine Infantino come uno degli arcinemici di Flash. È stato uno dei leader dei Nemici. Uno dei preferiti dai fan, Capitan Cold fu uno dei nemici del Flash della Silver Age, Barry Allen, sia nemico sia amico del cuore del Flash corrente, Wally West, e uno degli assassini del quarto Flash, Bart Allen.
Cold fu il secondo criminale a scontrarsi con il Flash della Silver Age in Showcase n. 8 (febbraio 1957).
La lista dei criminali dei fumetti più temuti di tutti i tempi eseguita dalla IGN piazzò Capitan Cold al 27º posto.

## Personalità
Cold prese la sua posizione di leader dei Nemici molto seriamente. Impose una regola anti-Droga (evidenziata dall'evidente pestaggio eseguito su Mirror Master per la sua dipendenza da cocaina), pedaggi da pagare per la violenza non necessaria (90% del ricavato arrivava dalle buffonate del nuovo Trickster con i suoi cani e le bombe-T), e i membri avrebbero ucciso solo in determinate occasioni (uccise Top per aver messo i Nemici contro di lui e aver cercato di creare un nuovo gruppo di Nemici).
Capitan Cold non era interamente un cuore di ghiaccio come suggeriva il suo nome. Si curava profondamente della sorella, alias Golden Gilder, e a volte voleva il meglio per i suoi colleghi, come per esempio preparare un degno funerale per Capitan Boomerang. Addirittura, dopo aver ucciso il super criminale Chillblaine per vendicare l'assassinio di sua sorella, stava seduto al suo tavolo in una caffetteria, perso in una bottiglia di birra ed incapace persino di aprire la porta per la sua prostituta abituale, pensando "Il mio cuore non è sempre di ghiaccio".

## Biografia del personaggio
Leonard Snart fu cresciuto da un padre abusivo e cercò rifugio dal nonno, che lavorava in una fabbrica di ghiaccio. Quando suo nonno morì, Len si stufò dei continui abusi di suo padre e decise di cominciare la sua carriera criminale. Si unì ad una piccola banda di ladri locali in un tentativo di furto, ed ognuno aveva una pistola ed indossava un visore per proteggere gli occhi dai flash degli spari. Il disegno di questi visori fu poi adottato da Snart per il suo futuro costume. Negli anni recenti, li dotò di una radio trasmittente per sentire la radio della polizia e sapere in anticipo dove sarebbero potuti essere arrestati. Snart e gli altri ladri furono però fermati e catturati da Flash. Snart decise, così, di lavorare in proprio, ma sapeva di dover agire anche contro l'eroe locale.
Snart lesse un articolo in cui si teorizzava che l'emissione di energia di un ciclotrone poteva interferire con la velocità di Flash. Disegnò, perciò, un'arma che contenesse tale potere ed irruppe in un laboratorio di ciclotroni, intendendo utilizzare il dispositivo per caricare la sua pistola sperimentale. Quando terminò il suo esperimento, fu sorpreso da una guardia di sicurezza. Intendendo utilizzare la sua pistola esclusivamente per spaventare la guardia, involontariamente premette il grilletto e scoprì che la sua arma era stata alterata in un modo che non riusciva a comprendere. L'umidità intorno alla guardia si era congelata. Intrigato da questo giro di fortuna, Snart indossò un parka e il visore sopramenzionato e si dichiarò Capitan Cold - l'uomo che padroneggiava lo zero assoluto. Quindi, Snart cominciò a commettere vari crimini non letali. Ma dopo la morte di Barry Allen, durante la Crisi sulle Terre infinite, Capitan Cold divenne un cacciatore di taglie, al fianco di sua sorella, Golden Glider.
Durante gli eventi di Underworld Unleashed, Capitan Cold perse la sua anima a vantaggio di Neron, ma Wally West la recuperò e la riportò sulla terra dei viventi. Presto si ridiede al crimine, questa volta come Nemico di Wally West. Golden Girder abbandonò la sua carriera di cacciatrice di taglie e cominciò una relazione professionale con una serie di malviventi che lei vestì con un costume, armati con una copia della pistola congelante di Cold, le Cold Gun, e li chiamò Chillblaine. Già sconvolta dalla perdita del suo amato, Top, sembrò che la presunta morte di suo fratello la spinse verso il limite. Ma l'ultimo Chillblaine, un po' più cattivo e malizioso degli altri, uccise Golden Girder, e si tirò addosso Capitan Cold, che dopo averlo trovato lo torturò, e lo uccise congelando il primo strato di pelle del suo corpo, per poi scaraventarlo giù da un palazzo. Poco dopo, Snart fu incastrato da una nuova incarnazione di Mister Element. Utilizzò la sua pistola elementale per simulare la pistola di Cold, e utilizzando il ghiaccio e il freddo estremo per uccidere numerosi agenti di polizia prima che Flash e lo stesso Capitan Cold scoprissero il vero responsabile. Con la morte di sua sorella, ed avendo ucciso Mister Element e uno dei Chillblaine per vendetta, Cold ridiventò un criminale impenitente. Tuttavia, durante un confronto con Brother Grimm, Capitan Cold lavorò al fianco di Wally West per sconfiggere il potente mago, sebbene tutto ciò avvenne perché lui e Mirror Master furono traditi da Grimm e volevano vendicarsi.
Più recentemente, Capitan Cold si dichiarò leader dei Nemici di Flash. Le sue abilità e la sua esperienza fecero di lui un capo più forte per colleghi come il Mago del Tempo, Trickster, Mirror Master, e il nuovo Capitan Boomerang. Sembrò che Len prese il giovane Capitan Boomerang sotto la sua ala, dopo che il suo predecessore morì. Alcune voci dicevano che Golden Girder fosse la madre del nuovo Capitan Boomerang, facendo di lui il nipote di Capitan Cold. Tutto ciò si rivelò falso, tuttavia, dato che la madre del nuovo Capitan Boomerang si rivelò essere Meloni Thawne, cioè la madre di Bart Allen. Nonostante la sua natura più cattiva come la ebbe successivamente, il cuore di Capitan Cold non fu completamente congelato, come dimostrato quando mandò dei fiori al funerale di Sue Dibny, moglie assassinata del supereroe Elongated Man.
Tradizionalmente, Capitan Cold era guidato da tre cose: soldi, donne, e il desiderio di sconfiggere Barry Allen. Sebbene non fosse un donnaiolo al pari di Capitan Boomerang, Len Snart aveva un profondo rispetto delle donne, in particolare per le modelle. Quando Barry Allen morì, Capitan Cold si ritirò per un breve periodo, saltellando da una parte all'altra del confine tra eroe e criminale. Fu catturato da Manhunter e servì per qualche periodo nella Squadra Suicida, lavorando con sua sorella come cacciatore di taglie, mentre, con il suo amico di lunga data e a volte nemico Heat Wave, incontrò più volte Fire e la Justice League of America. Si unì con numerosi criminali nel corso degli anni oltre che con i Nemici...inclusi Catwoman e la Società segreta dei supercriminali. La sua squadra di baseball preferita sono i Chicago Cubs. «Li segue regolarmente e in silenzio», secondo Mark Shaw, il Manhunter.

### Un anno dopo
Un anno dopo, lui e altri Nemici furono avvicinati da Inertia, che aveva un piano per sbarazzarsi di Flash (Bart Allen). Sebbene Inertia fu sconfitto, Capitan Cold, il Mago del Tempo, e Heat Wave uccisero Bart con una serie continua della combinazione dei loro poteri. Lui, Heat Wave e il Mago del Tempo, furono visibilmente sconvolti, tuttavia, dopo aver scoperto quanto era giovane il loro avversario.

### Salvation Run
Capitan Cold fu uno dei criminali esiliati che comparvero in Salvation Run insieme ai suoi colleghi: Heat Wave, il Mago del Tempo, Mirror Master ed Abra Kadabra.

### Final Crisis: Rouges' Revenge
Capitan Cold e i Nemici si unirono brevemente della Società segreta dei supercriminali di Libra. In Final Crisis: Rouges' Revenge n. 1, però, Cold ed il resto dei Nemici rifiutarono l'offerta di Libra, volendo stare al di fuori del gioco. Prima che potessero ritirarsi, sentirono della fuga di Inertia e decisero di rintracciarlo e di vendicarsi di essere stati usati da lui. Nel n. 2, Cold ed il suo gruppo furono sfidati da un nuovo gruppo di Nemici, formato da Libra come loro rimpiazzo. Il nuovo gruppo, avendo rapito il padre di Cold, sfidarono i Nemici, ma furono sconfitti ed uccisi. Cold andò da suo padre, parlandogli degli abusi sofferti da ragazzo, e del destino di sua sorella. Dopo che il vecchio Snart insultò lui e sua madre, chiamandoli "deboli", Cold lo colpì con un pugno, ma si ritrovò incapace di ucciderlo, chiedendo però a Heat Wave di farlo per lui. Nel n. 3, i Nemici poterono finalmente confrontarsi contro Inertia, nonostante l'interferenza di Zoom e di Libra, e lo uccisero. Quindi, Libra rivelò loro di aver bisogno del loro aiuto in quanto Barry Allen era ritornato dal mondo dei morti, e i Flash erano una potenziale minaccia per lui e Darkseid. Sebbene shoccato dalla notizia della resurrezione di Barry Allen, Cold rifiutò ancora l'offerta di adesione. Dopo il raggruppamento, Cold e gli altri Nemici decisero di non ritirarsi, affermando che il gioco continuava. In Crisi finale n. 7, qualcuno che somigliava a Capitan Cold comparve come Giustificatore e lo si vide combattere le Furie Femminili e gli altri Giustificatori sotto il controllo mentale di Lex Luthor.

### The Flash: Rebirth
In The Flash: Rebirth n. 1, Capitan Cold fu in compagnia degli altri Nemici, leggendo del ritorno di Barry Allen e affermando "Ci serviranno altri Nemici". Nel numero finale della serie, i Nemici stavano ancora dibattendo sul ritorno di Barry Allen quando Cold disse che era tempo di mettere in atto il loro piano di contingenza, o come lo chiamò Scudder, "In Caso del Ritorno di Flash: Rompere il Vetro".

### La notte più profonda
I Nemici capirono che i corpi di numerosi Nemici defunti erano scomparsi, così si prepararono ad affrontarli. Capitan Cold sapeva che sua sorella, Golden Girder, si trovava tra le Lanterne Nere rianimate, ma rimase pronto a guidare i Nemici contro gli zombi. Si confrontò contro la Lanterna Nera Gilder, che tentò di utilizzare i sentimenti di amore contro di lui. Tuttavia, Capitan Cold riuscì a reprimere tali sentimenti abbastanza a lungo da controbattere, e congelando il cadavere della sorella in un blocco di ghiaccio.

### The Flash (vol. 3)
In Flash Secret Files and Origins 2010, Capitan Cold ed i Nemici visitarono un vecchio nascondiglio di Sam Scudder e scoprirono un antico specchio con le parole In Caso di Flash: Rompere il Vetro scritte sopra. In The Flash vol. 3 n. 1, Snart è ancora latitante e guida attivamente i Nemici. Una versione futura di Capitan Cold, che si fa chiamare Comandante Cold, comparve come parte della forza di polizia del XXV secolo conosciuta come I Rinnegati.

## Poteri e abilità
Come altri nemici di Flash, Snart non possiede dei superpoteri ma dispone di una profonda conoscenza nei campi della matematica, della chimica, dell'informatica e della meccanica quantistica.
Snart conta nel combattimento sui suoi riflessi eccezionali e sulla sua pistola congelante, che può raggiungere temperature pari allo zero assoluto. Snart è anche esperto nella strategia e nel comando, dispone di un'indole da leader incredibile, accompagnata da un carisma e da un coraggio altrettanto incredibili.
Nel corso degli anni, Snart modificò le sue armi perché potessero avere un numero elevato di effetti come:
- Un raggio freddo che congela tutto ciò che tocca istantaneamente.
- Creare un campo freddo dove le persone e gli oggetti istantaneamente smettono di muoversi. Snart utilizza quest'abilità per rallentare i movimenti di Flash.
- Poter congelare la pelle di un uomo, così che resti vivo ma immobile (vedi sopra, Chillblaine).

### Costume
Come per i suoi colleghi, il costume di Capitan Cold fu sviluppato da Paul Gambi. Per 50 anni, il suo costume rimase virtualmente lo stesso. Alcune variazioni impercettibili includono:
- Una fondina bianca invece di gialla.
- Un visore con un solo occhio invece che due linee (durante il lavoro con la Suicide Squad).
- La pelliccia bianca sul cappuccio del suo parka disegnato o cucito, ma alcune varianti hanno un pezzo aggiuntivo in bianco del parka.
- La pistola congelante è di colore magenta con la canna principale, o a volte due, che ne fuoriesce. Sebbene fosse stata disegnata da numerosi artisti della DC, il disegno originale non fu mai alterato.

## Altri media

### Animazione
La prima apparizione nei media animati di Capitan Cold avvenne nella terza stagione della serie I Superamici, dove è membro della Legion of Doom. Capitan Cold comparve nel film animato Justice League: The New Frontier. Tentò di rapinare un casinò in Las Vegas prima che Flash lo fermasse. Questa versione di Capitan Cold viene presentata come calva ed indossante un mantello bianco simile alla versione del fumetto (la cui comparsa fu basata su Grant Morrison).
Capitan Cold comparve nel film animato Superman/Batman: Nemici pubblici. Nel film: Capitan Cold insieme a Killer Frost, Icicle e Mr. Freeze, sono parte dei criminali che tentano di guadagnarsi la taglia posta sulla testa di Superman e Batman dal Presidente Luthor. Tutti insieme attaccarono e sconfissero Batman, ma subito dopo furono sconfitti ad uno ad uno dalla vista calorifica di Superman.
Capitan cold appare nella serie TV Legends of Tomorrow.

### Televisione

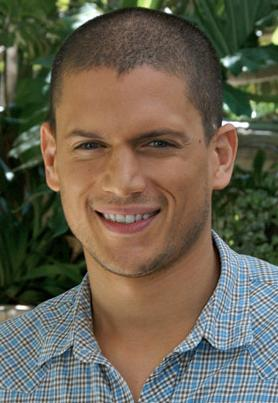
Wentworth Miller interpreta Leonard Snart in Arrow, The Flash e Legends of Tomorrow

- Nella serie animata Challenge of the Super Friends trasmessa sulla rete statunitense ABC, Capitan Cold era uno dei due nemici di Flash (insieme a Grodd) che comparve come membro della Legione del destino di Lex Luthor. Questa versione di Cold aveva la pelle di un blu pallido.
- Capitan Cold comparve per la prima volta in carne e ossa nella serie televisiva Flash. Fu interpretato dall'attore Michael Champion. Qui, Capitan Cold (con indosso un Trench) era un famoso cecchino albino (come nella sua incarnazione post-Crisi, dove era un cacciatore di taglie) che utilizzava un'arma congelante potenziata ad energia nucleare per uccidere le sue vittime. Fu assoldato dal boss del crimine di Central City Jimmy Swain (Jeffrey Combs) per uccidere i locali boss mafiosi, e quindi Flash. Inizialmente riuscendo nel suo lavoro, dovette scontrarsi con Flash una seconda volta, quando questi uscì dalla convalescenza del primo attacco. Quando Capitan Cold venne arrestato, riuscì ad evadere con un dispositivo speciale presente nei suoi occhiali, che utilizzò per rompere la serratura della sua cella, e speciali granate congelanti per disorientare le guardie. Nell'incontro finale, Flash utilizzò una speciale cintura calorifica per regolare la temperatura del suo corpo ed uno specchio per riflettere il raggio congelante verso Cold, cosa che ebbe successo congelando il criminale.
- Wentworth Miller interpreta una rinnovata versione del personaggio nella nuova serie televisiva dedicata al velocista scarlatto, The Flash, in onda dal 2014. Miller riprende il personaggio tra i protagonisti della serie televisiva Legends of Tomorrow, in onda dal 2016.
- Capitan Cold comparve nell'episodio Flash, l'eroe della serie animata Justice League Unlimited nel febbraio 2006, dove si alleò con Capitan Boomerang, Trickster e Mirror Master per sconfiggere Wally West nel Museo di Flash. La personalità di Capitan Cold in questo episodio enfatizza il suo approccio da uomo di mezza età e colletto blu per essere un criminale: si lamenta di sua moglie che lo annoia per il pagamento dell'ipoteca (nei fumetti, non fu mai sposato), e beve latte per diminuire il dolore provocatogli dall'ulcera. Viene sconfitto da Orion quando lo congela con un tubo dell'acqua e avergli sparato contro il suo raggio congelante.
- Capitan Cold e Mirror Master vengono menzionati nell'episodio The Golden Age of Justice della serie animata Batman: The Brave and the Bold.

### Videogiochi
Capitan Cold è in lista per diventare un personaggio dell'imminente videogioco DC Universe Online. È inoltre un personaggio giocabile nel videogioco "Injustice 2".

### Varie
Capitan Cold fece due apparizioni nel fumetto Justice League Adventures, basato sulla serie animata Justice League.